# 제26회 영국 아카데미 영화상
제26회 영국 아카데미 영화상은 1972년의 최고의 영화를 기리기 위해 1973년에 열린 시상식이다.

## 수상

### 작품상
- 캬바레 수상

### 데이빗 린 상
- 캬바레 - 밥 포시 수상

### 칼 포먼 상
- 캬바레 - 조엘 그레이 수상

### 남우주연상
- 프렌치 커넥션 - 진 핵크만 수상
- 포세이돈 어드벤쳐 - 진 핵크만 수상

### 여우주연상
- 캬바레 - 라이자 미넬리 수상

### 남우조연상
- 마지막 영화관 - 벤 존슨 수상

### 여우조연상
- 마지막 영화관 - 클로리스 리치먼 수상

### 각본상
- 종합병원 - Paddy Chayefsky 수상
- 마지막 영화관 - 래리 맥머티 수상

### 편집상
- 프렌치 커넥션 - 제랄드 B. 그린버그 수상

### 촬영상
- 캬바레 - 죠프리 언스워스 수상
- 이상한 나라의 앨리스 - 죠프리 언스워스 수상

### 음향상
- 캬바레 - David Hildyard 수상

### 의상상
- 젊은 날의 처칠 - 안소니 멘들슨 수상
- 맥베드 - 안소니 멘들슨 수상
- 이상한 나라의 앨리스 - 안소니 멘들슨 수상

### 미술상
- 캬바레 - 롤프 제헷보어 수상

### 안소니 아스퀴스상
- 대부 - 니노 로타 수상

### UN상
- 핀치 콘치니의 정원 수상

## 같이 보기
- 제45회 아카데미상
- 제25회 미국 감독 조합상
- 제30회 골든 글로브상
- 제25회 미국 작가 조합상